# Дедабері
Дедабері (груз. დედაბერი) — в грузинській міфології та фольклорі — баби-відьми.
Дедабері різні за характерами. Одні з них люблять людей, доброзичливі і протегують героям, а інші, навпаки, ворожі до всього людського роду. Під контролем ворожих дедабері знаходяться природні стихії, які вони використовують, щоб перешкодити героям у досягненні їхніх цілей.